# Prix Louis-Comtois
Le prix Louis-Comtois est un prix artistique québécois. Il vise à promouvoir la reconnaissance d'un artiste qui s'est distingué dans le domaine de l'art contemporain à Montréal depuis les quinze dernières années. 
Il a été créé en 1991 par l'Association des galeries d'art contemporain (AGAC). La Ville de Montréal en est devenue commanditaire en 1996. Il a été nommé en l'honneur de Louis Comtois.
Le prix offre une bourse de  5 000 $ et une somme de 2 500 $ pour l'organisation d'une exposition. 

## Lauréates et lauréats
- 2023 : Nelson Henricks
- 2022 : karen elaine spencer[1]
- 2021 : Nadia Myre[2]
- 2020 : Chih-Chien Wang[3]
- 2019 : Milutin Gubash[4]
- 2018 : Cynthia Girard-Renard[5]
- 2017 : Sophie Jodoin[6]
- 2016 : Aude Moreau
- 2015 : Nicolas Baier[7]
- 2014 : Patrick Bernatchez
- 2013 : Manon Labrecque[8]
- 2012 : Jean-Pierre Gauthier[8]
- 2011 : Marie-Claude Bouthillier
- 2010 : Valérie Blass
- 2009 : Daniel Olson
- 2008 : Massimo Guerrera
- 2007 : François Morelli
- 2006 : Alexandre David
- 2005 : Claire Savoie
- 2004 : Stephen Schofield
- 2003 : Richard-Max Tremblay
- 2002 : Alain Paiement
- 2001 : Roberto Pellegrinuzzi
- 2000 : Guy Pellerin
- 1999 : Sylvie Laliberté
- 1998 : Rober Racine
- 1997 : Pierre Dorion
- 1996 : Marie-France Brière
- 1994 : Denis Lessard
- 1992 : Marcel Saint-Pierre